# Walperswil
Walperswil é uma comuna da Suíça, situada no distrito administrativo de Seeland, no cantão de Berna. Tem 7,0 km² de área e sua população em 2018 foi estimada em 1.043 habitantes.